# Colômbia nos Jogos Olímpicos de Verão de 1956
A Colômbia competiu nos Jogos Olímpicos de Verão de 1956, realizados em Melbourne, Austrália e Estocolmo, Suécia.